# Tres Caminos
Tres Caminos är en ort i Mexiko.   Den ligger i kommunen Tlapa de Comonfort och delstaten Guerrero, i den sydöstra delen av landet, 210 km söder om huvudstaden Mexico City. Tres Caminos ligger 1 892 meter över havet och antalet invånare är 437.
Terrängen runt Tres Caminos är kuperad. Runt Tres Caminos är det ganska tätbefolkat, med 108 invånare per kvadratkilometer. Närmaste större samhälle är Tlapa de Comonfort, 18,0 km öster om Tres Caminos. I omgivningarna runt Tres Caminos växer huvudsakligen savannskog.